# Wait for Me, Daddy

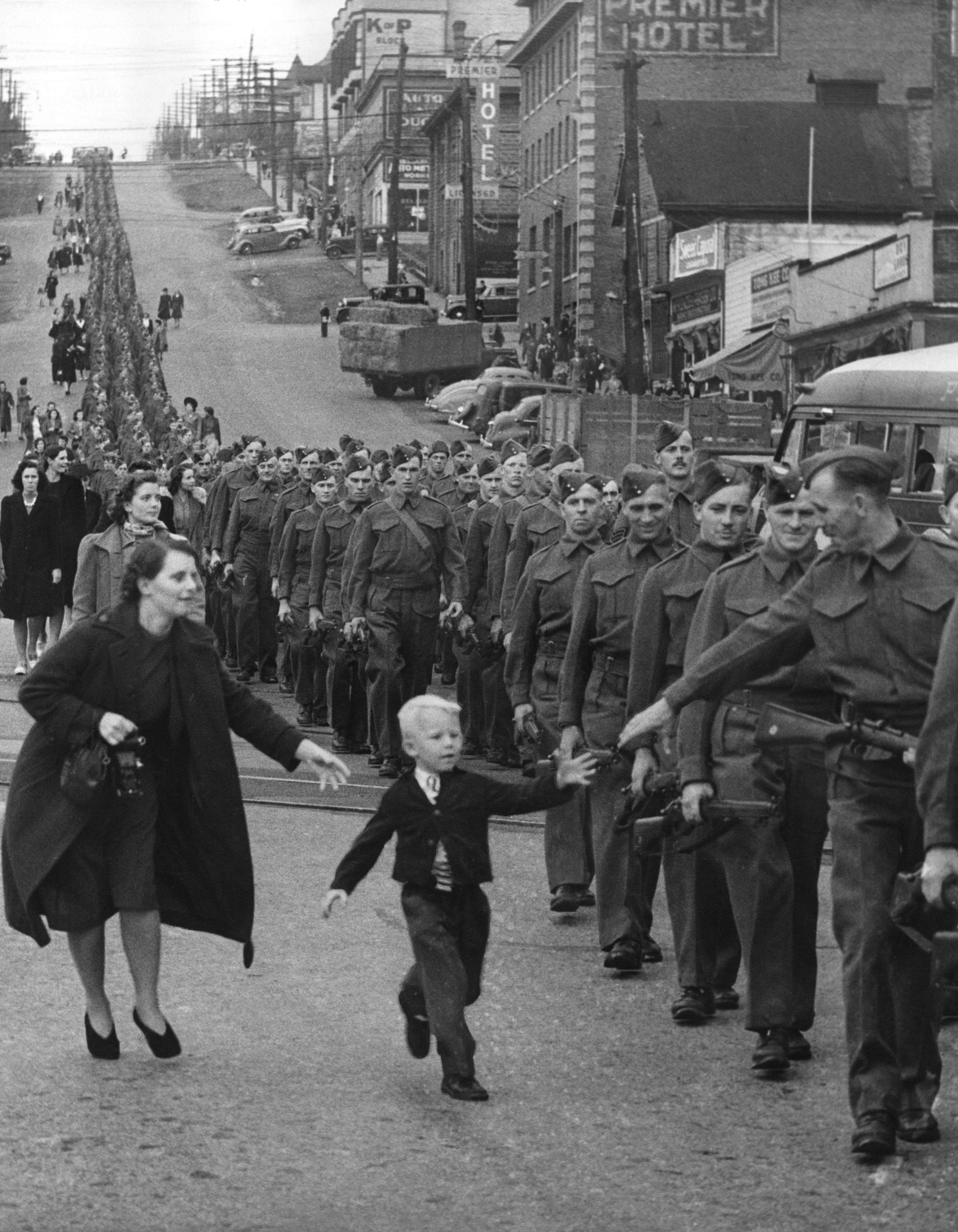
クロード・デトロフが撮影した「待ってよ、パパ」(Wait for Me, Daddy)

『Wait for Me, Daddy』（ウェイト フォー ミー ダディ）は、1940年10月1日にクロード・P.デトロフが撮影した親子の写真である。カナダのニューウエストミンスター市内を行進するブリティッシュコロンビア連隊が、8番通りを下りコロンビア通りとの交差点に差し掛かる場面で、ウォーレン・"ホワイティ"・バーナードが母の手を離れ、父であるジャック・バーナード二等兵のもとへ駆けよっている。この写真はたいへんな注目を集めただけでなく、戦時公債の発行に大いに貢献したといわれている。

## 背景
ヒトラーの軍隊がポーランドに迫る直前の1939年8月26日、この日の朝4時15分にカナダのブリティッシュコロンビア連隊の副官は、首都から連隊の出動を指示する電話を受けとった。指令を受けた兵士たちは市内に散開して守りの薄い場所を固めた。1939年9月10日、カナダ議会はポーランドに侵攻したナチス・ドイツに対する宣戦布告を決議した。他の部隊はイギリスに送られたが、ブリティッシュコロンビア連隊は西海岸に留め置かれたままだった。演習と警戒勤務が何ヶ月も続いたが、1940年10月1日に連隊はニューマンチェスター市内を行進し、そこで待つ秘密の目的地に向かう列車に乗った。

## 行進
カナダ人の写真家クロード・P・デトロフは、ニューウェストミンスターの8番通りで、勾配を下る隊列全体がカメラに収まる位置に陣取った。写真を撮る準備ができたとき、彼の目にはいってきたのは道に飛び出してくる幼い少年の姿だった。この、当時5歳のウォレン・"ホワイティ"・バーナードが母の手を振り切り、父のもとに近づいた瞬間をとらえた写真こそが『Wait for Me, Daddy』である。デトロフがものにしたこの写真は『ライフ』誌に掲載され、世界中の人々を和ませたのだった。そして戦争中はブリティッシュコロンビアのあらゆる学校でこの写真が展示されていた。

## その後
伏せられていた目的地が同じカナダのナナイモであるということが判明するのは、そのわずか3時間後である。そこで数年にわたる訓練を終えた連隊は、フランスとオランダに送られた。彼らが本国へ帰還したのは戦争が終結してからだった。デトロフは帰国したジャック・バーナードと家族の再会にも立ち会い、記念写真を撮影している。その後、ジャックとその妻バーニスは離婚した。